# Slobozia (Argeș)
Slobozia é uma comuna romena localizada no distrito de Argeş, na região de Muntênia. A comuna possui uma área de 62.01 km² e sua população era de 4981 habitantes segundo o censo de 2007.